# Commiphora alata
Commiphora alata är en tvåhjärtbladig växtart som beskrevs av Emilio Chiovenda. Commiphora alata ingår i släktet Commiphora och familjen Burseraceae. Inga underarter finns listade i Catalogue of Life.